# Sorghum plumosum
Sorghum plumosum är en gräsart som först beskrevs av Robert Brown, och fick sitt nu gällande namn av Ambroise Marie François Joseph Palisot de Beauvois. Sorghum plumosum ingår i släktet durror, och familjen gräs. Inga underarter finns listade i Catalogue of Life.